# Lubrza (Woiwodschaft Lebus)
Lubrza (deutsch Liebenau oder Lübenau) ist ein Dorf im Powiat Świebodziński der Woiwodschaft Lebus in Polen. Es ist Sitz der gleichnamigen Landgemeinde mit etwa 3500 Einwohnern.

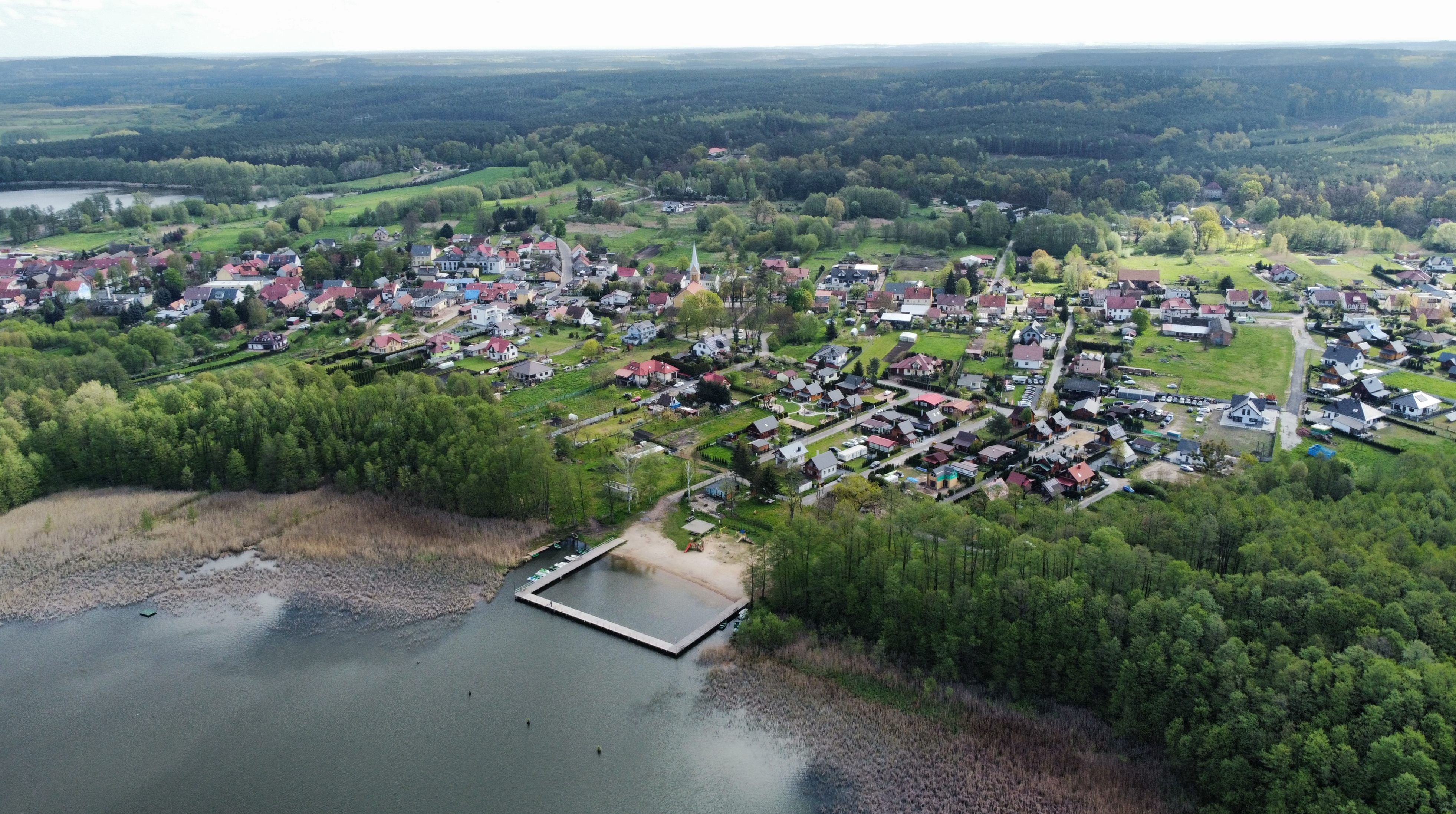
Blick auf Lubrza von Südwesten

## Geographische Lage
Die Ortschaft liegt etwa 15 Kilometer südwestlich der Stadt Międzyrzecz (Meseritz) an dem Flüsschen Pachlitz, das aus der Richtung von Międzyrzecz zufließt. In der Umgebung der Ortschaft befinden sich der Lubrzasee (Lübensee) und der Goszczasee (Gastsee). Historisch befindet sich das Dorf am nördlichsten Rand Niederschlesiens.

## Geschichte
Die Ortschaft ist nach dem in ihrer Umgebung befindlichen See namens Lüben benannt worden und hieß früher Lübenau.
Die Ortschaft hatte 1857 erneut Stadtrecht erhalten, nachdem sie früher schon einmal Stadt gewesen war. Mit einer Urkunde vom 10. August 1319 überließen die schlesischen Herzöge Primko und Heinrich der Getreue dem brandenburgischen Markgrafen Waldemar ‚Lubinen, hus und stat‘, d. h. Schloss und Stadt Liebenau. 1330 schenkt Herzog Heinrich zu Sprottau Schloss und Stadt Liebenau dem Kloster Paradies.
Das Gemeindegebiet zählte bis 1945 zum Kreis Züllichau-Schwiebus im Regierungsbezirk Frankfurt der Provinz Brandenburg.
Gegen Ende des Zweiten Weltkriegs wurde die Region mit Liebenau im Frühjahr 1945 von der Roten Armee besetzt. Nach Kriegsende wurde die Region unter polnische Verwaltung gestellt, und Liebenau wurde in Lubrza umbenannt. Die gesamte Bevölkerung wurde von der örtlichen polnischen Verwaltungsbehörde vertrieben und durch Polen ersetzt.

## Bauwerke
- Die Kirche St. Johannes der Täufer wurde 1848 als evangelisches Gotteshaus erbaut und ist seit 1945 katholisch.

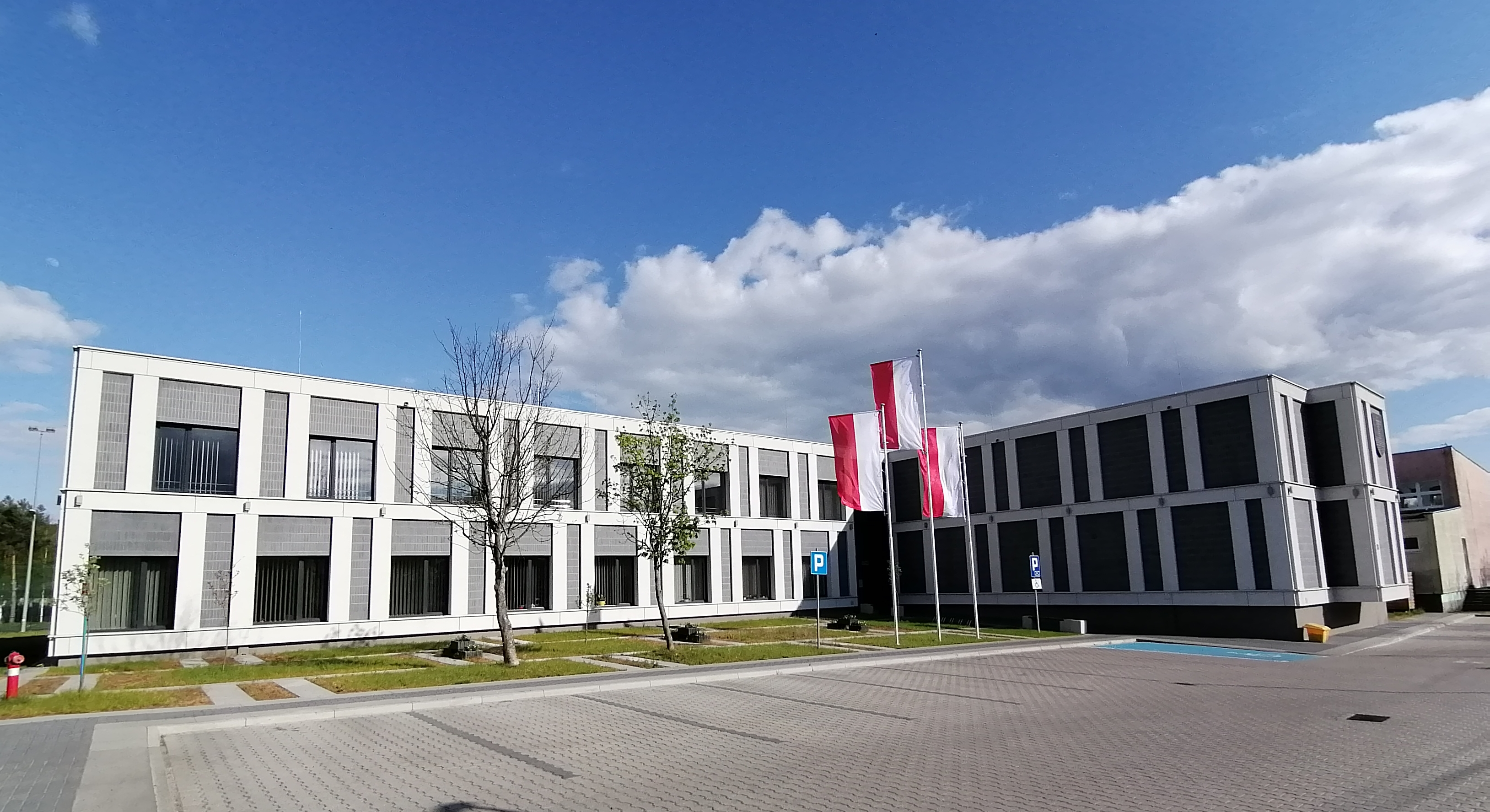
Modernes Gebäude der Gemeindeverwaltung
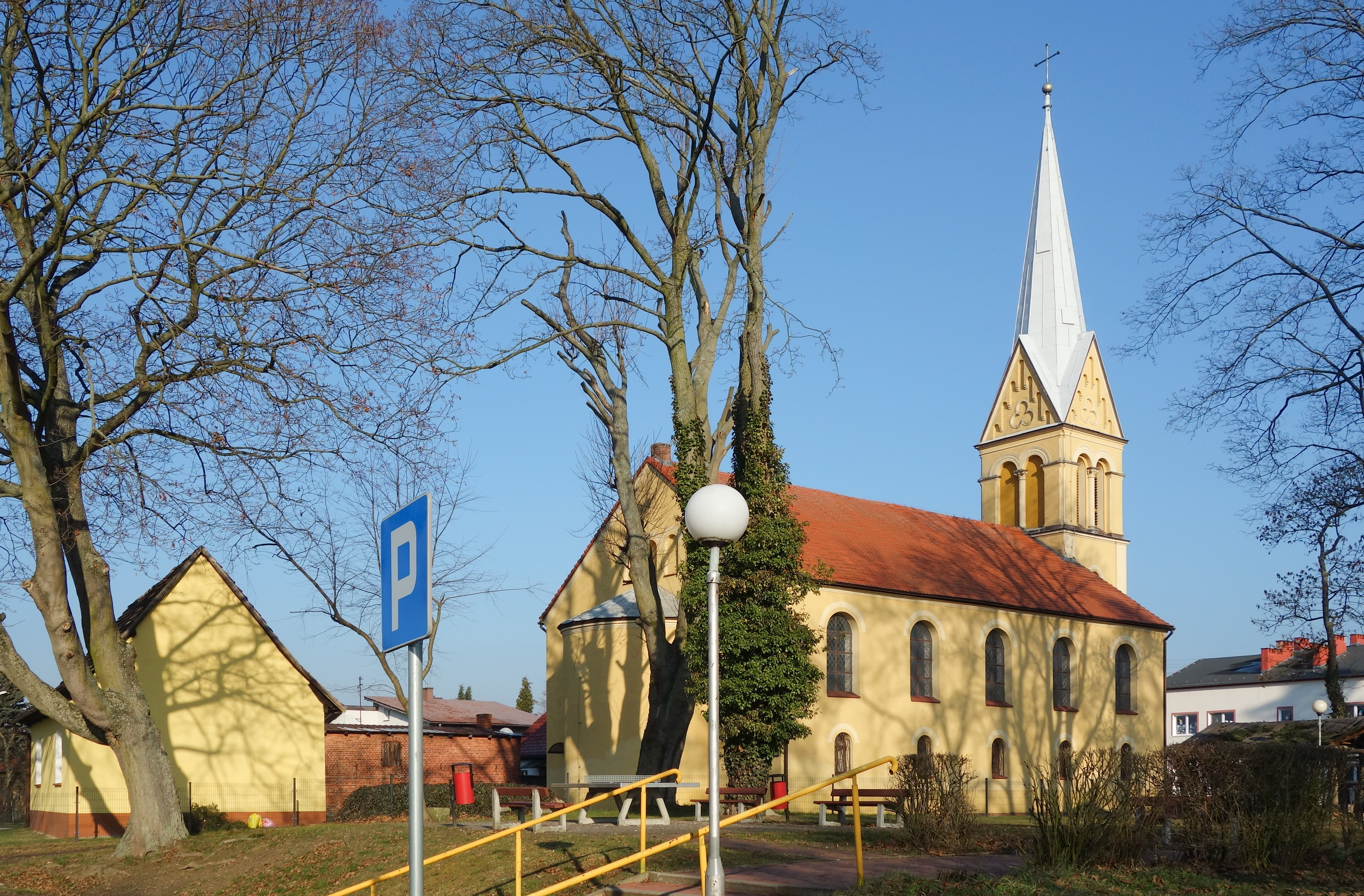
St.-Johannes-der-Täufer-Kirche
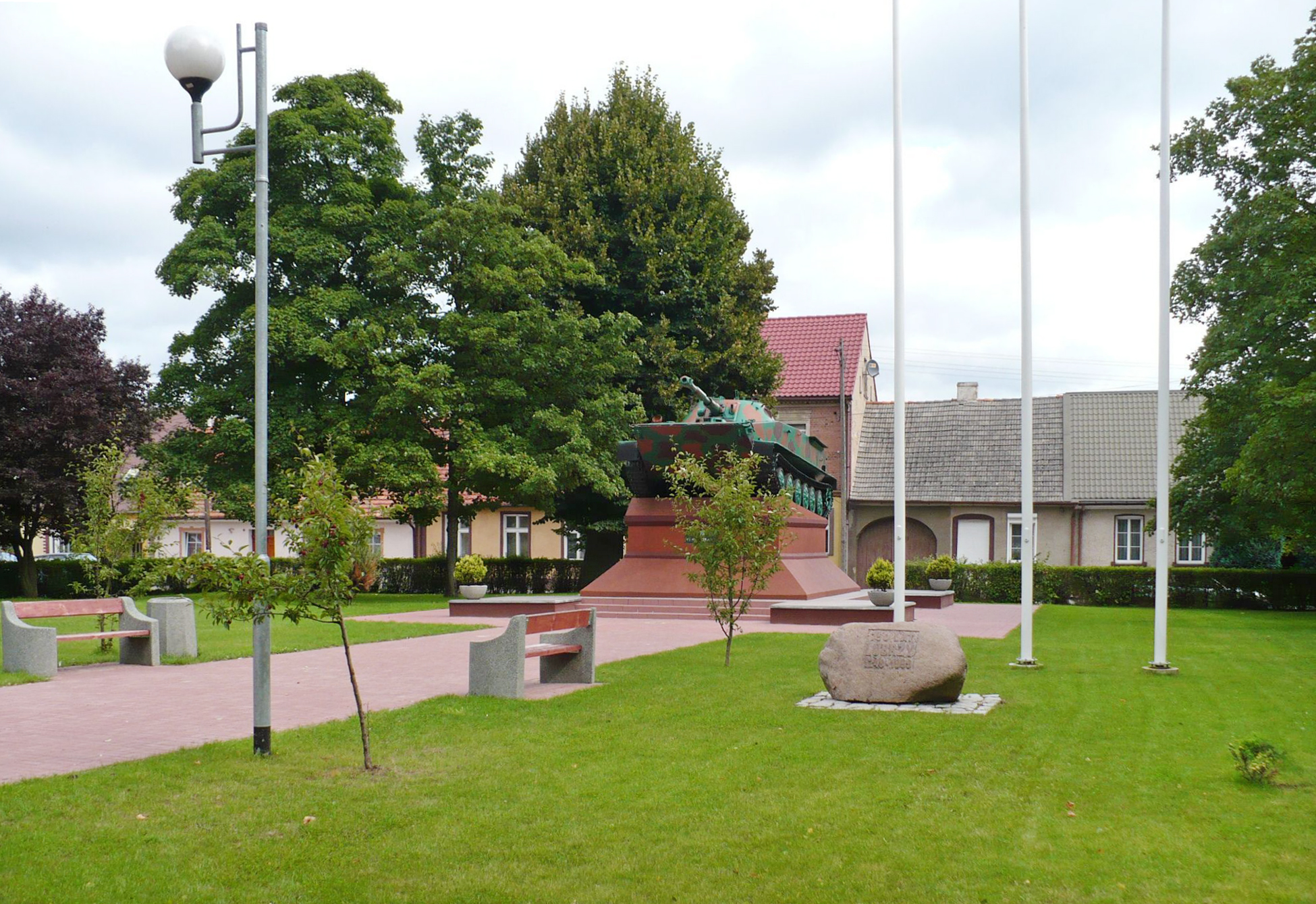
Denkmal In Gedenken an die Gefallenen im Zweiten Weltkrieg

### Einwohnerzahlen
- 1933: 1241[1]
- 1939: 1171[1]
- 2019: 1078

## Gemeinde
Zur Landgemeinde (gmina wiejska) Lubrza gehören neun Dörfer mit Schulzenämtern.

## Persönlichkeiten
- Alexander Tietze  (1864–1927), Arzt und Beschreiber des „Tietze-Syndroms“.